# Toto XX
Pour les articles homonymes, voir XX.
Albums de Toto
Tambu
(1995) Mindfields
(1999)
Toto XX (1977-1997) (ou XX) est une compilation du groupe rock californien Toto, sorti en 1998. 
Il s'agit de la deuxième compilation officielle du groupe (après Past to Present en 1990) reprenant quelques chansons déjà enregistrés dans le passé par Toto mais jamais sélectionnés pour figurer sur un album studio, quelques reprises et un titre de l'album Fahrenheit. En outre, quelques chansons live figurent sur cette compilation : On the Run enregistré au festival de Montreux en 1991, Africa et Dave's Gone Skiing enregistrés à Johannesbourg (Afrique du Sud) en 1997.

## Titres
| No  | Titre                 | Durée |
| --- | --------------------- | ----- |
| 1.  | Goin' Home            |       |
| 2.  | Tale of a Man         |       |
| 3.  | Last Night            |       |
| 4.  | In a Word             |       |
| 5.  | Modern Eyes           |       |
| 6.  | Right Part of Me      |       |
| 7.  | Mrs. Johnson          |       |
| 8.  | Miss Sun              |       |
| 9.  | Love Is a Man's World |       |
| 10. | On the Run            |       |
| 11. | Dave's Gone Skiing    |       |
| 12. | Baba Mnumzane         |       |
| 13. | Africa                |       |

## Musiciens
- Steve Lukather : guitares, chant
- David Paich : claviers, chant
- Bobby Kimball : chant (a réintégré le groupe en 1998 après l'avoir quitté en 1984)
- Simon Phillips : batterie, percussions
- Mike Porcaro : basse